# Nirou Chani
Nirou Chani és una luxosa casa minoica a Nirou, a Archanes, a la prefectura d'Iràklio, a Creta.
Es tracta d'una casa de dos pisos, amb les parets reforçades per quadres de fusta i cobertes de marbre; un pati pavimentat, una capella, magatzems agrícoles, escales i habitacions amb bancades. Es considera la casa del gran sacerdot pels nombrosos objectes pel culte que contenia.
Es creu que fou construïda el segle xvi aC i fou destruïda pel foc el segle xv aC, essent llavors abandonada.